# Neuer jüdischer Friedhof (Tábor)
Koordinaten: 49° 25′ 9,2″ N, 14° 39′ 40,5″ O

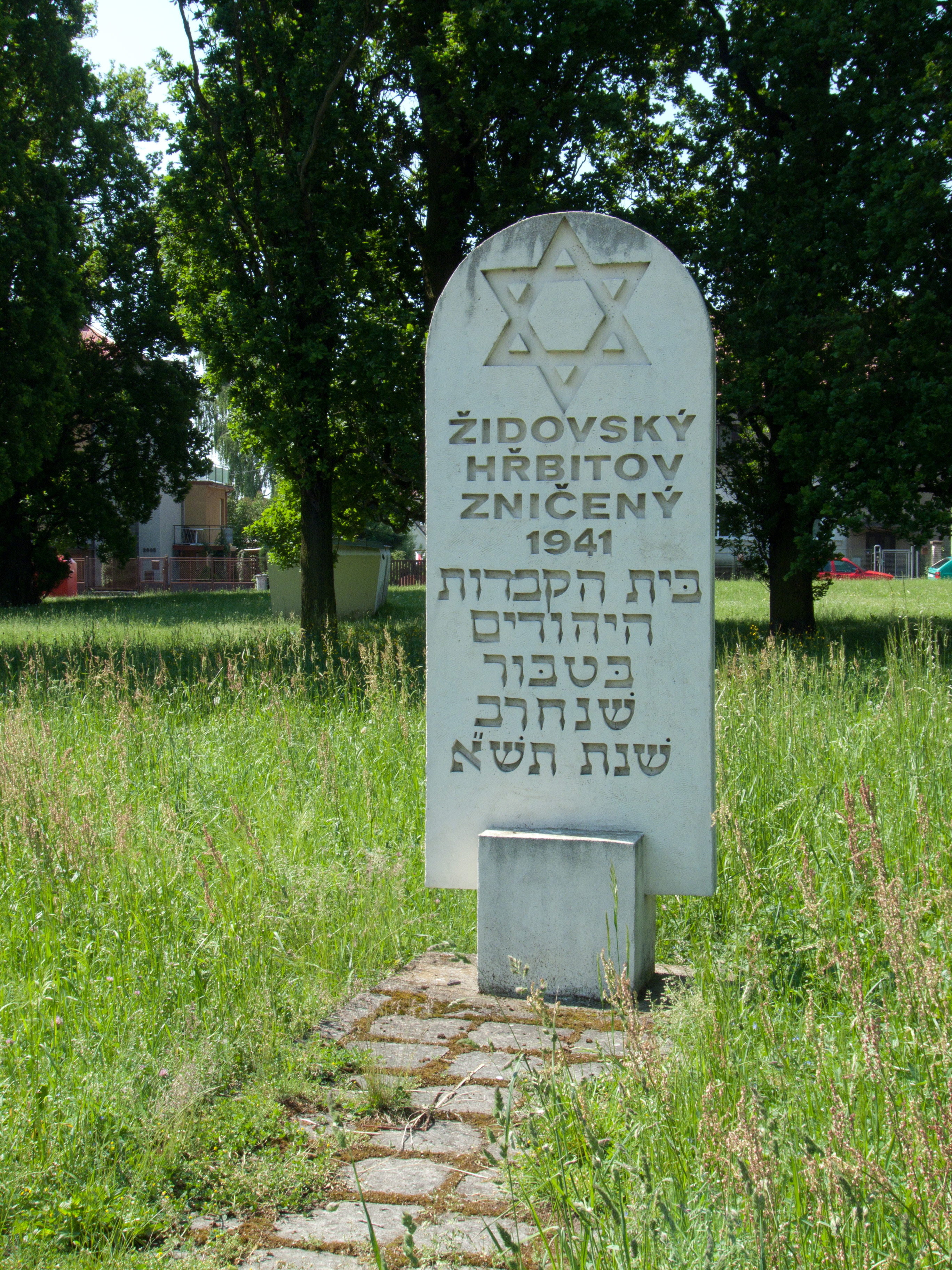
Mahnmal auf dem neuen jüdischen Friedhof in Tábor

Der Neue jüdische Friedhof in Tábor (deutsch Tabor), einer tschechischen Stadt in der Südböhmischen Region, wurde in den 1880er Jahren angelegt. Der alte jüdische Friedhof wurde während der deutschen Okkupation im Jahr 1941 eingeebnet. 
Ein Mahnmal erinnert an die Opfer der Shoah.